# Korntal-Münchingen
Korntal-Münchingen è una città tedesca situata nel land del Baden-Württemberg.

## Amministrazione

### Gemellaggi
- Mirande, dal 1964
- Waterloo, dal 1964